# Thief of Time
Thief of Time, Ladrón del tiempo en español, es la vigesimosexta novela del Mundodisco, escrita por Terry Pratchett. Apareció publicada en el año 2001. Se encuadra dentro de las novelas del Mundodisco de La Muerte, aunque ésta no tenga un papel tan protagonista. Su nombre viene del dicho (de lengua inglesa) que dice "La Procrastinación es un ladrón de tiempo".[cita requerida]

## Sinopsis
Tick
Los Auditores convencen a un joven relojero, Jeremy Clockson para construir en Ankh-Morpork un reloj perfecto hecho de cristal. Lo que no le dicen es que eso atrapará al Tiempo (su representación antropomórfica) y por lo tanto parará el tiempo (la magnitud física) en el Mundodisco. Naturalmente La Muerte no va a dejar que eso ocurra, pero al no poder intervenir directamente envía a su nieta, Susan, para frustrar sus planes.
Mientras, en un valle distante, un joven aprendiz de los Monjes de la Historia, Lobsang Ludd, y su viejo Maestro, Lu-Tze, apodado "El Barrendero", oyen que un reloj de cristal está siendo construido. Lu-Tze sabe los efectos laterales que esto conlleva, dado que él fue enviado a prevenir la construcción de otro reloj igual previamente. Él y Lobsang se dirigen a Ankh-Morpork para parar a Clockson.
Los Auditores, mientras tanto, están usando cuerpos humanos para hacerse pasar por humanos y aprender sobre ellos. Uno en particular, operando bajo el alias Myria LeJean, se encuentra bastante perturbada por "su" experiencia adquirida según "ella" se va convirtiendo en más y más humana cada minuto...

## Desarrollo de la obra
Thief of Time presenta el neologismo "subestición" (en inglés "Substition"), usado por primera vez por Pratchett en Jingo, un término con significado opuesto a superstición.[cita requerida]

'No, they're a substition,' said Susan. 'I mean they're real, but hardly anyone really believes in them. 
    Mostly everyone believes in things that aren't real.'

Terry, comentando sobre la inspiración para Ladrón del Tiempo dijo:

“La génesis de El Ladrón del Tiempo, para mí, fue un artículo que leí algunos años atrás sobre un genuino reloj de vidrio, con un componente metálico (la imagen haciéndose añicos en cámara lenta tiende a permanecer en la mente) y creo que estaba hecho en Alemania. La idea de un reloj perfecto que detiene el Tiempo parecía el inevitable siguiente paso. Esto lo convirtió en un libro ‘Susan’, porque ella no es una criatura del tiempo... lo que trajo a Muerte y a los Auditores, con su conocida animosidad contra la vida... y así fue.”

El nombre Myria LeJean refiere a miríada, un número grande (inmenso), o en este contexto, que comprende una gran cantidad de cosas. LeJean suena (en inglés) a Legión, en este caso, es una cita del Evangelio de Marcos 5:1-20, cuando Jesús se cruza con un hombre poseído no por uno, sino por una multitud de espíritus impuros, y cuando este le pregunta cual es su nombre, el hombre responde "Mi nombre es Legión: porque somos muchos".